# Samuel Gétaz
Pour les articles homonymes, voir Gétaz.
Samuel Gétaz, né à Vevey le 27 janvier 1866 et mort dans la même ville le 15 mai 1947, est un entrepreneur vaudois.

## Biographie
Samuel Gétaz entreprend un apprentissage à la Banque cantonale vaudoise. En 1887, il est engagé par son parent Charles Genand, lequel est à la tête d'une maison de distribution de matériaux de construction créée en 1856. En 1898, cherchant à développer le commerce, Samuel Gétaz se met en quête de trouver un commanditaire. Il a la chance de rencontrer Émile Romang, Lausannois venant de gagner 100 000 francs suisses à la «Loterie du canal de Suez». En s'associant tous deux en 1899, ils créent la «Société en nom collectif Gétaz & Romang». Rejoints par Alfred Ecoffey en 1916 l'entreprise devient Gétaz-Romang-Ecoffey.
En 1907, la société s’étend dans les cantons de Fribourg, de Genève et du Valais. Samuel Gétaz sera remplacé par son fils, Édouard Gétaz, en 1928.
Samuel Gétaz est membre des comités de musique des fêtes des vignerons de 1905 et 1927.

## Sources
- « Samuel Gétaz », sur la base de données des personnalités vaudoises sur la plateforme « Patrinum » de la Bibliothèque cantonale et universitaire de Lausanne.
- Valère Gogniat, LeTemps.ch Un gain à la loterie lance Gétaz Romang, Le Temps, 2011/08/29
- Élise Jacqueson, Gétaz Romang une épopée de 120 ans Le Temps, 2007/03/08, p. 24
- Gilbert Marion, « Samuel Gétaz » dans le Dictionnaire historique de la Suisse en ligne.
- Tout savoir sur l'histoire du Groupe Gétaz Romang, de sa naissance à Vevey en 1859 à son expansion outre-Sarine